# Abobra
Abobra là một chi thực vật có hoa trong họ Cucurbitaceae.

## Loài
Chi Abobra gồm các loài: